# Eucalyptus brevistylis
Eucalyptus brevistylis är en myrtenväxtart som beskrevs av Murray Ian Hill Brooker. Eucalyptus brevistylis ingår i släktet Eucalyptus och familjen myrtenväxter. Inga underarter finns listade i Catalogue of Life.